# دوگان (دهانه)
دوگان یک دهانه برخوردی در ماه‌ است.

## دهانه‌های اقماری
این دهانه ۲ دهانه اقماری دارد.
| Dugan | عرض جغرافیایی | طول جغرافیایی | قطر          |
| ----- | ------------- | ------------- | ------------ |
| X     | ۶۷.۸° N       | ۹۸.۵° E       | ۱۴.۰ کیلومتر |
| J     | ۶۱.۶° N       | ۱۰۸.۰° E      | ۱۳.۰ کیلومتر |